# Charles Jonnart

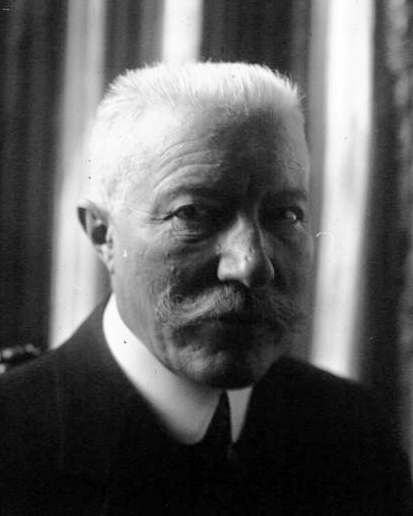
Charles Jonnart (1918)

Charles Célestin Auguste Jonnart (Fléchin, 27 december 1857 – Parijs, 30 september 1927) was een Frans politicus en diplomaat ten tijde van de Derde Franse Republiek.

## Biografie

### Achtergrond, opleiding en vroege carrière
Jonnarts familie behoorde tot de hogere burgerij (haute bourgeoisie) van de regio Nord. Jonnart ontving onderwijs in Sint-Omaars (Saint-Omer) en studeerde rechten aan de Universiteit van Parijs en aan de École des Sciences Politiques. In 1881 benoemde Gambetta hem tot lid van het kabinet van de gouverneur-generaal van Algerije, Louis Tirman. In 1884 keerde hij naar Frankrijk terug en werd hij benoemd tot directeur voor Algerijnse aangelegenheden in het ministerie van Binnenlandse Zaken.

### Politieke carrière
Jonnart werd in 1886 lid van de Conseil Général van Pas-de-Calais voor het kanton Fauquembergues. Bij de parlementsverkiezingen van 1889 werd hij als liberale republikein in de Kamer van Afgevaardigden (Chambre des Députés) gekozen. Hij vertegenwoordigde het departement Pas-de-Calais. Hij bleef afgevaardigde tot 1914.
In december 1893 benoemde premier Jean Casimir-Périer hem tot minister van Openbare Werken in zijn kabinet. Na een zwaar auto-ongeluk datzelfde jaar moest hij als minister aftreden. Hij kon echter een zetel innemen in de Senaat (Sénat).

### Gouverneur-generaal van Algerije
Jonnart werd in 1900 door premier Pierre Waldeck-Rousseau benoemd tot gouverneur-generaal van Algerije. Na korte tijd keerde hij echter om gezondheidsredenen naar Frankrijk terug (1901). Na zijn terugkeer in Algiers in 1903 nam hij opnieuw de functie van gouverneur-generaal op zich. Kort na zijn terugkeer zorgde hij voor de bevordering van kolonel Hubert Lyautey tot generaal en vertrouwde hij de nieuwe generaal - en toekomstige maarschalk van Frankrijk - de uitvoering van het Franse beleid inzake Marokko toe.
In 1911 keerde hij naar Frankrijk terug en nam opnieuw zitting in de Senaat. Hij werd benoemd tot minister van Buitenlandse Zaken in het kabinet-Briand IV (18 februari 1913 - 18 maart 1913). Tijdens de Eerste Wereldoorlog was Jonnart rapporteur van de Commissie van Buitenlandse Zaken van de Senaat. In het voorjaar van 1917 werd Jonnart door de geallieerde grootmachten aangesteld als speciaal gezant bij de koning van Griekenland, Constantijn I. Hij bewerkstelligde in opdracht van de Entente het aftreden van de po-Duitse koning en diens vervanging door zijn zoon Alexander I (11 juni 1917). Nadien was hij van 16 november tot 23 november 1917 enkele dagen minister van Blokkades en Bevrijde Gebieden in het kabinet-Clemenceau II. Georges Clemenceau benoemde hem echter opnieuw tot gouverneur-generaal van Algerije met als voornaamste taak om de mobilisatie van nieuwe troepen in de kolonie te overzien. Hij bleef gouverneur-generaal van Algerije tot 29 augustus 1919.
Van 1920 tot 1921 was hij voorzitter van de Parti républicain démocratique (PRD, Republikeins-Democratische Partij), de grootste centrumrechtse partij van Frankrijk.

### Ambassadeur bij de Heilige Stoel
Jonnart, een rooms-katholiek, was groot voorstander van de hervatting van de diplomatieke betrekkingen tussen Frankrijk en de Heilige Stoel. In 1920 werd hij benoemd tot eerste ambassadeur van Frankrijk bij de Heilige Stoel sinds de verbreking van de betrekkingen in 1903.
In 1918 werd Jonnart lid van de Académie des Sciences Morales et Politiques (Academie van Morele en Politieke Wetenschappen). Op 19 april 1923 werd hij tot lid van de Académie Française (Franse Academie) gekozen. Na zijn verkiezing eiste Action Française inzage in de stemformulieren om te zien wie voor Jonnart had gestemd, hetgeen werd toegekend. Sindsdien worden de stemformulieren na een stemming verbrand.

## Privé
Jonnart was getrouwd met de dochter van de liberale rooms-katholieke bankier en republikein Édouard Aynard.

## Trivia
- Presidentskandidaat in 1913

## Publicaties
- Exposé de la situation générale de l'Algérie : 1906, Alger, Imprimerie administrative, 429 p., 1907
- Exposé de la situation générale des territoires du sud de l'Algérie. Année 1906, Alger, Heintz, 207 p., 1907
- Œuvres complètes de Charles Jonnart, de l'Académie des sciences morales et politiques, Paris, Fayard, 1923